# 木俣守長
木俣 守長（きまた もりなが、寛永21年（1644年） - 享保7年6月17日（1722年7月29日）は、彦根藩筆頭家老、木俣家第4代当主。父は木俣守明。子に守盈、守吉。通称は半弥、清左衛門。号は良閑。
寛永21年（1644年）、井伊家家老木俣守明の子として生まれる。延宝元年（1673年）に家老となる。天和元年（1681年）、父の隠居により家督相続し、知行8000石となる。元禄元年（1688年）に1000石の加増を受け知行9000石。元禄4年（1691年）、4代藩主井伊直興より家中由緒書の作成を命じられる。元禄14年（1701年）、直興が隠居して5代藩主井伊直通の家督相続の御礼言上の際に、江戸城で5代将軍徳川綱吉に拝謁する。元禄15年（1702年）、次男の守吉が井伊直治（直興）の娘と婚約。宝永7年（1710年）、長男の守盈に家督を譲り隠居、隠居料2000石を賜る。享保7年（1722年）6月17日死去。享年79。
享保元年（1716年）、直興より、幼くして父を亡くした直興に守長がむべの木（成長に応じて葉の数を、3、5、7と増やすことから七五三の木とも呼ばれ、縁起の良い木とされる）を贈って励ましたことを述懐する書状を送られている。
守吉は直興の娘と婚約し、新知1000石で分家するも、宝永6年（1709年）に早世。守吉の家督を継いだ守嘉（守長の実弟守閑の次男）が正徳4年（1714年）に直興の娘と結婚し、その長男守次は享保17年（1732年）従兄弟の越後与板藩藩主井伊直陽の養子となり第3代藩主井伊直員となる。